# Palácio de Jägerhof

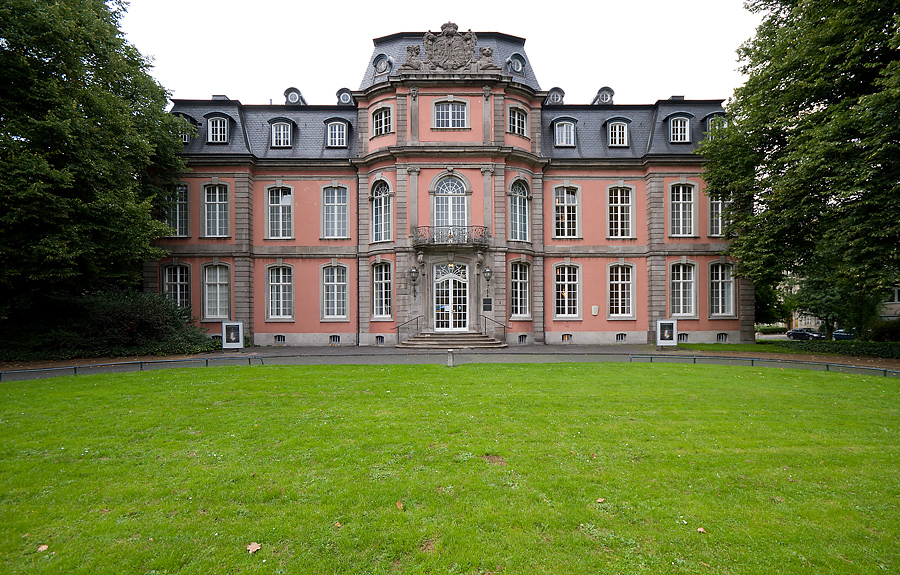
O Palácio de Jägerhof

O Palácio de Jägerhof é um museu situado a oeste do parque de Hofgarten, no coração de Düsseldorf, Alemanha.

## História
Foi construído entre 1749 e 1763, em estilo rococó, e é rodeado de belos jardins. O projeto é do arquiteto Johann Joseph Couven.
Ex-palácio de caça, tornou-se residência do príncipe Frederico da Prússia. 
Napoleão Bonaparte viveu no Palácio durante sua estadia de quatro dias na cidade.
A princesa Estefânia von Hohenzollern-Sigmaringen, depois rainha de Portugal, passou sua juventude aqui.
Atualmente, o Palácio é um museu dedicado a Goethe.